# Chaméanita
La chaméanita es un mineral de la clase de los sulfuros. Recibe su nombre de la localidad francesa de Chaméane, donde se encuentra su localidad tipo.

## Características químicas
La chaméanita es un sulfuro de fórmula química (Cu,Fe)4As(Se,S)4. Fue aprobada como especie válida para la Asociación Mineralógica Internacional en 1980. Cristaliza en el sistema isométrico. Su dureza al escala de Mohs es 4,5.
Según la clasificación de Nickel-Strunz, la chameanita pertenece a "02.LA.10, sulfosales sin clasificación sin Pb esencial" junto con los siguientes minerales: dervillita, daomanita, vaughanita, criddleïta, fettelita, arcubisita, mgriïta, benleonardita, tsnigriïta, borovskita y jonassonita.

## Formación y yacimientos
Fue descubierta en el depósito de uranio de Chaméane, en la localidad homónima en la Región de Auvernia-Ródano-Alpes de la comuna de Sauxillanges, Francia. También ha sido descrita en dos depósitos de la República Checa y en una mina de Argentina.